# Silická Brezová
Silická Brezová és un poble i municipi d'Eslovàquia. Es troba a la regió de Košice, a l'est del país.

## Història
La primera referència escrita de la vila data del 1399.

## Demografia
| Godina             | 1994 | 2004   | 2014    | 2024    |
| ------------------ | ---- | ------ | ------- | ------- |
| Nombre de persones | 210  | 193    | 159     | 130     |
| Diferència         |      | −8,09% | −17,61% | −18,23% |

| Godina             | 2023 | 2024 |
| ------------------ | ---- | ---- |
| Nombre de persones | 130  | 130  |
| Diferència         |      | +0%  |